# フエルサ・ゲレーラ
フエルサ・ゲレーラ（Fuerza Guerrera、1953年12月13日 - ）は、メキシコのプロレスラーである。メキシコシティの出身。

## 来歴
1977年にデビュー。のちにフエルサ・ゲレーラのマスクマンになる。
1981年にEMLL（現在のCMLL）に登場、一時WWAを拠点としたこともあったが、CMLLに戻り、1992年に新たに旗揚げされたAAAに移籍。1997年にはWWF（現在のWWE）に出場、2008年からはIWRGを拠点にしている。
2007年9月にはプロレスリング・ノアとAAAの共催「トリプレセム」で来日。
実子がフベントゥ・ゲレーラ。実娘がイハ・デ・フエルサ・ゲレーラ、甥がフェリア・ゲレーラ。

## 得意技
- 逆片エビ固め
- セントーン
- マンハッタン・ドロップ

## 獲得タイトル
- メキシコナショナルミドル級王座 : 1回
- メキシコナショナルタッグ王座 : 3回（w / フベントゥ・ゲレーラ×2、モスコ・デラ・メルセ）
- メキシコナショナルトリオ王座 : 2回（w / ブルー・パンテル&サイコシス、ブルー・パンテル&エル・シグノ）
- IWC世界ミドル級王座 : 1回
- CMLL世界トリオ王座 : 1回（w / ブルー・パンテル&ドクトル・ワグナー・ジュニア）
- CMLL世界ウェルター級王座 : 1回
- メキシコナショナルライト級王座 : 1回
- メキシコナショナルウェルター級王座 : 1回
- NWA世界ウェルター級王座 : 2回
- IWRGインターナショナルウェルター級王座 : 2回
- WWAタッグ王座 : 1回（w / フベントゥ・ゲレーラ）
- WWAトリオ王座 : 1回（w / フベントゥ・ゲレーラ&サイコシス）
- WWAウェルター級王座 : 2回